# Райс, Оскар Нефлер
Оскар Нефлер Райс (англ. Oscar Knefler Rice; 12 февраля 1903 года, Чикаго — 7 мая 1978 года, Чапел-Хилл) — американский физикохимик. Внёс значительный вклад в создание теории химической кинетики, основоположник теории Райса-Рамспергера-Касселя-Маркуса (РРКМ).

## Биография
Родился в 1903 году в Чикаго. Через полгода после рождения Оскара его отец умер от брюшного тифа, и мальчика воспитывали его мать, Текла Райс, и тётя, Эми Нефлер. Несмотря на бедность, мать старалась обеспечить Оскару достойное образование. В 1920 году он поступил в Государственный Университет Сан-Диего, а в 1922 перешёл в Калифорнийский университет. Степень бакалавра Райс получил в 1924 году, после чего в 1926 году получил звание доктора философии, занимаясь на тот момент изучением равновесия в коллоидных системах.
После ещё одного года работы в Беркли Райс вёл научную деятельность и преподавал в Калифорнийском технологическом институте (1926—1929), Лейпцигском университете (1929—1930), Гарвардском университете (1930—1935), затем он вернулся в Калифорнийский университет (1935—1936), после чего до ухода на пенсию в 1975 году преподавал в университете Северной Каролины.
Наряду с этим Райс был приглашённым профессором в университетах: Политехническом университете штата Вирджиния (1968), Технологическом институте штата Джорджия (1969), а также работал в Национальной исследовательской лаборатории Оук-Ридж (1946—1947).
Во время непродолжительной работы в лаборатории Оук-Ридж Оскар встретил Хоуп Эрнестин Шерфи, которой впоследствии предложил стать его женой. После свадьбы они переехали в Чапел-Хилл, где у Райса был дом и постоянная работа. За 30 лет совместной жизни они удочерили двух девочек из Германии: Маргириту и Памелу.
Оскар Райс умер в 1978 году в Чапел-Хилл.

## Карьера
1926—1927: Калифорнийский университет, Беркли, научный сотрудник. Исследовал равновесия в коллоидных системах и изучал поверхностного натяжения на заряженных поверхностях классическими методами. Эти исследования послужили началом создания большой теории мономолекулярных реакций, ставшей позднее самым значительным вкладом Райса в физическую химию.
1927—1929: Калифорнийский технологический институт, старший научный сотрудник. Разработал раннюю формулировку теории мономолекулярных реакций — Райса-Рамспергера-Касселя — РРК (совместно с Г. Рамспергером и Л. Касселем), изучал явление предиссоциации и диффузные спектры хлорида иода, изучал энергетическое распределение в сложных молекулах.
Ранняя формулировка теории мономолекулярных реакций (согласно Райсу):
Пусть А – молекула, реагирующая с образованием продукта Р через высокоэнергетическое переходное состояние А*, которое образуется при столкновении А с некоторой частицей М, в качестве которой может выступать другая молекула А или химически инертный газ, находящийся в реакционной смеси.
Схема реакции представлена ниже:
{\displaystyle \mathrm {A+M} {\overset {k_{1}}{\underset {k_{-1}}{\begin{smallmatrix}\displaystyle \longrightarrow \\\displaystyle \longleftarrow \end{smallmatrix}}}}\mathrm {A^{*}} +\mathrm {M} }
{\displaystyle \mathrm {A^{*}} {\overset {k_{2}}{\begin{smallmatrix}\displaystyle \longrightarrow \end{smallmatrix}}}\mathrm {P} }
Данная схема характеризуется константами скоростей реакций активации/деактивации частицы A(k1/k-1) и константой скорости k2 превращения активированной частицы. Если принять, что концентрация последней меняется в ходе реакции очень медленно (квазистационарное приближение), то наблюдаемая константа скорости реакции A→P может быть выражена как:
{\displaystyle k={\frac {k_{1}k_{2}[M]}{k_{-1}[M]+k_{2}}}}

где [М] – концентрация М. Поэтому k и [М] уменьшаются симбатно, что обуславливает резкое падение констант скоростей при низких давлениях.
Данная схема качественно описывает наблюдаемые в эксперименте явления, однако не количественно: на практике 1/k нелинейно зависит от 1/M. Райс признал необходимость уточнения физического смысла величин А* и k2. Он рассматривал сложную молекулу А как совокупность осцилляторов и активированные частицы А* как частицы, имеющие достаточно энергии для превращения в конечный продукт. Однако это возможно только при условии, что достаточное количество энергии сконцентрировано на колебательных модах, затронутых при разрыве химических связей в ходе реакции. Райс полагал, что время «запаздывания» реакции (1/k2) определяется средним временем перераспределения энергии в активированной молекуле А* и сосредоточением её на желаемых колебательных модах. Он мог соотнести, однако, сложность молекулы и время «запаздывания» реакции: чем больше в молекуле колебательных степеней свободы, тем больше времени необходимо для того, чтобы энергия сконцентрировалась на желаемой колебательной моде. В результате была создана теория, которая не только давала лучшее согласование с экспериментальными данными, чем её предшественники, но и более полно раскрывала картину динамики многоатомных молекул. Это до сих пор будоражит воображение учёных. Поднятая им проблема — центральная в столкновении регулярного и стохастического подходов в изучении поведения сложных механических систем — является объектом настоящего исследования.
1929—1930: Лейпцигский университет, старший научный сотрудник. Продолжил работы по предиссоциации и изучение неупругих столкновений атомов и молекул с применением новой на тот момент квантовой теории, разработанной преимущественно немецкими физиками. Знакомство и сотрудничество с такими светилами науки как Гейзенберг, Поляньи, Вигнер, Блох поспособствовало активному применению квантово-механических представлений о строении вещества в будущих работах Райса, в частности чтению известного курса лекций «Современная неорганическая химия» в Гарварде.
1930—1935: Гарвардский университет, доцент. Разработал основы «теории переходного состояния» (ТПС или теория активированного комплекса, ТАК) химических реакций (позже доработанной Р. Маркусом), изучал механизмы энергетического обмена в мономолекулярных реакциях, протекающих в газовой фазе, читал курс «Современная неорганическая химия», изучал влияние энтропии на абсолютную скорость химических реакций (совместно с Гершиновитцем).
Изучая явление предиссоциации, признал фундаментальную роль пересечения кривых потенциальной энергии в этом процессе. Решил задачу о неупругом столкновении молекул, медленно сближающихся, но сильно притягивающихся. Позже его метод был назван «методом возбуждённых стационарных состояний».
В 1931 году был приглашённым профессором в Принстонском Университете.
1935—1936: Калифорнийский университет, Беркли, научный сотрудник. Вёл экспериментальные работы по разложению азометана, изучению активированного комплекса в реакции:
и термодинамических свойств продукта данной реакции. Также изучал полимеризацию этилена, индуцированную метильными радикалами (совместно с Д. Сикменом), энергию активации мономолекулярных реакций (совместно с Г. Гершиновитцем) и индукционный период в радикальных газофазных реакциях (совместно с О. Алленом и Г. Кэмпбеллом).
1936—1959: Университет Северной Каролины, Чапель-Хилл, доцент. Опубликовал монографию «Электронная структура и химическая связь»(1940) на базе лекций по неорганической химии, проведённых им в Гарварде, изучал фазовые переходы в благородных газах и применил статистический подход к интерпретации экспериментальных данных, на основании которого Р. Маркусом в 1951 году была переработана и обобщена с учётом ТАК теория РРК, которая после этого получила название теория РРКМ, работал над проблемами сгорания ракетного топлива.
В 1946—1947 Райс работал ведущим научным сотрудником в Национальной исследовательской лаборатории Оук-Ридж.
1959—1975: Университет Северной Каролины, Чапель-Хилл, профессор. Изученал механизмы рекомбинации в радикальных реакциях, а также термодинамическе свойства гелия и аргона, также изучал феномен критического состояния вещества. Опубликовал монографию «Статистическая механика, термодинамика и кинетика» (1967). Примечательно, что большинство глав в это книге написано на основании экспериментальных данных, полученных самим Райсом.
В эти годы Райс продолжил заниматься изучением теоретических и практических аспектов кинетики химических реакций. В начале 1960-х годов он вернулся к проблеме кинетики и механизма рекомбинации атомов (а также обратному процессу — диссоциации). Райс представил доказательство того, что константа равновесия реакции равна отношению констант скоростей прямой и обратной реакции («закон соотношения констант скоростей»). Это может быть проиллюстрировано на примере кинетической схемы:
Где A* и В* — интермедиаты с высокой энергией, концентрацию которых можно считать стационарными. Тогда константы скоростей прямой и обратной реакций А→В и В→А соответственно kf и kr могут быть выражены как:
В условиях равновесия эти константы равны:
Такие значения превышают истинные значения констант скоростей на 1+k−2/k3+k2/k−1. Но:
где КА=В — константа равновесия реакции А = В.
Таким образом, Райс обнаружил, что отношение kf/kr в химической реакции (не только в приближении стационарных концентраций) остаётся равным константе равновесия реакции, даже если kf и kr меньше, чем вычисленные в равновесном приближении. Эти исследования способствовали более глубокому пониманию физического смысла констант скорости.
В то же время к области научных интересов Райса добавилась термодинамика, в частности изучение явления критического состояния вещества.
В 1955 году он показал, что когда жидкость и пар находятся в равновесии, изотермическая сжимаемость К одной из фаз соответствует одной из точек на кривой сосуществования двух фаз на T,V-диаграмме. Кривая теплоёмкости при постоянном объёме ΔCv претерпевает разрыв в точке на T,V-диаграмме, где кривая сосуществования переходит из однофазной в двухфазную область. И скорость dV/dT, отражающая изменение объёма с температурой вдоль кривой сосуществования связана с теплоёмкостью соотношением:
Если предположить, что объём и температура соответствуют критической точке, претерпевающая разврыв ΔCv обратно пропорциональна (Тс-Т)-α, К обратно пропорциональна (Тс-Т)-γ и V-Vc на кривой сосуществования стремится к (Тс-Т)-β, то, используя соотношение Райса, получим следующее соотношение для показателей степени α, β, γ:
Это соотношение лежит в основе широко используемого в настоящее время в теории критического состояния вещества «закона масштабирования».
Также Райс был первым, кто указал на возможность λ-перехода несжимаемой кристаллической решётке, и протекание фазового перехода первого рода в сжимаемой решётке. Эта идея получила широкое распространение в литературе.

## Коллеги и ученики о Райсе
Все, кто знал Райса, любили его как друга, уважали его за высокие научные достижения и восторгались его мужеством:
Он выдержал годы тяжёлых болезней без жалоб и с мыслью только о благополучии окружающих. Он боролся с несправедливостью и нетерпимостью где бы ни находился, а также высказывал мысли тех, кто боялся или стеснялся произнести их вслух.
Райса помнят за его заботу о правах и свободах людей, за терпимость, за способность идти на компромиссы с тем, с кем он не был согласен, и за его нежелание примириться с несправедливостью... Он отстаивал академическую свободу учёных, работал над ликвидацией расовой сегрегации, защищал права граждан на свободу мысли и слова.

Оскар Райс служил своему ближнему как служил своей науке: с мужеством и с отличием.
При этом характер Райса был исключительно спокойным и мягким:
О каждом великом человеке существуют легенды, зачастую отражая причуды привычек или характера. Оскар Райс был известен как спящий на семинарах, но задающий вопросы человека, глубоко понимающего тему. В его кабинете, заваленном книгами и бумагами, всегда был беспорядок, что не мешало ему моментально находить нужные документы. Кроме того существовало известное кресло, которое, как мы видели, даже внесло свою лепту в учреждение Оук Ридж.

По характеру Райс был тихим, мягким и скромным, но никогда не сдерживал своего энтузиазма в науке, который был очевиден всем. Его труды показывают, насколько велика была его сила – жесткость контроля в содержании, ясность и определенность видения. Но даже его опубликованные статьи, мощные и убедительные, каковыми они являются, спокойны и сдержаны, что отражает обоснованность заключения автора.
Работая с Райсом в Гарварде, его первый ученик А. Аллен (бывший в то время аспирантом) писал:
Оскар совсем недавно опубликовал свою эпохальную статью с Рамспергером по теории мономолекулярных реакций, которая сыграла важную роль в распространении физической химии. Действительно, в те годы, когда мир был подавлен и охвачен ужасом первой мировой войны и находился на пороге второй, исследования в области естественных наук были наиболее впечатляющими и подающими надежду. И поэтому я не представлял ничего лучше, чем присоединиться к захватывающей революции в химической динамике под руководством Оскара.
Однако Райс не остался в Гарварде, несмотря на то, что годы жизни, проведённые им в этом университете, были самыми продуктивными с точки зрения научных исследований. По этому поводу Аллен сделал следующее предположение:
Стиль жизни в Гарварде не очень подходил для спокойного, любящего одиночество и созерцание Райса. Позже, в Чапель-Хилл, он понял, что тишина и мирная, спокойная обстановка для него очень важны.
Фундаментальное значение работ Райса в области мономолекулярных реакций было признано даже физиками того времени. Робинсон писал:
Множество учёных, включая меня, работают над безызлучательными переходами в больших молекулах более 30 лет и не добились полного понимания природы изучаемого явления, хотя должны были бы, а физическое описание записано в книгах, покрыто пылью и забыто в библиотеке. Кто бы мог подумать, что одно из лучших описаний этого процесса, сделанное по интуиции, основанное на взаимодействии дискретных энергетических состояний со средой находилось в великой работе 10 сентября 1929 года…?
Спустя много лет после работы в Гарварде, Райсу предложили должность ведущего научного сотрудника в Национальной исследовательской лаборатории Оук-Ридж в связи с его успешной работой над контрактом с Управлением и Развитием Научных Исследований (OSRD) по решению проблемы со взрывоопасностью ракетных топлив. И там учёный проявил себя как незаурядный работник. О качестве работы Райса ходили легенды:
История гласит, что армейский офицер, заведовавший лабораторией, был очень обеспокоен продуктивностью работы человека, который весь день сидел в кресле и думал. Когда пришло время контроля произведённой продукции, качество работы доктора Райса, проделанной им в кресле, было настолько впечатляющим, что офицер рекомендовал мягкие кресла каждому учёному, находящемуся под его руководством.

## Награды
- 1932 — Премия Американского химического общества в области чистой химии[англ.]
- 1932 — Премия Ирвинга Ленгмюра[англ.]
- 1947 — Благодарственный Сертификат Армии и Флота США (U.S. Army and Navy Certificate of Appreciation)
- 1961 — Награда Южных штатов США в химии (Southern Chemist Award)
- 1966 — Научная награда Северной Каролины[англ.]
- 1970 — Премия Петера Дебая[англ.]
- 1972 — Награда Ч. Стоуна (Charles H. Stone Award of the ACS’s Carolina Piedmont)

## Работы О. Райса
- O.K. Rice. Equilibrium in colloid systems. J. Phys. Chem., 30:189-204.
- O.K. Rice, H. C. Ramsperger. Theories of unimolecular gas reactions at low pressures. J. Am. Chem. Soc, 49:1617-29.
- O.K. Rice, H. C. Ramsperger. Theories of unimolecular gas reactions at low pressures. II. J. Am. Chem. Soc, 50:617-20.
- O.K. Rice. The quantum theory of quasi-unimolecular gas reactions. Proc. Natl. Acad. Sci. USA, 14:113-18.
- O.K. Rice. The theory of the decomposition of azomethane. Proc. Natl. Acad. Sci. USA, 14:118-24.
- O.K. Rice. Perturbation in molecules and the theory of predissociation and diffuse spectra. Phys. Rev., 33:748-59.
- O.K. Rice. Types of unimolecular reactions. Proc. Natl. Acad. Sci. USA, 15:459-62.
- O.K. Rice. On the quantum mechanics of chemical reactions: Predissociation and unimolecular decompositions. Phys. Rev., 34:1451—65.
- O.K. Rice, H. Gershinowitz. The activation energy of unimolecular reactions. II. J. Chem. Phys., 3:490-92.
- O.K. Rice. On the zero-point energy of an activated complex and the reaction 2NO + O2 = 2NO2. J. Chem. Phys., 4:53-59.
- O.K. Rice. The nature of the fusion process in argon. J. Chem. Phys., 7:883-92.
- O.K. Rice. Electronic Structure and Chemical Bonding: With Special Reference to Inorganic Chemistry. New York: McGraw-Hill Book Company. (Reprinted with corrections, Mineola, N.Y.: Dover, 1969).
- O.K. Rice. Activation in unimolecular reactions. J. Chem. Phys., 15:689-90.
- O.K. Rice. Effect of He3 on the \-point of He4. Phys. Rev., 77:142-43.
- O.K. Rice. Elementary theory of liquid helium: Refinement of the theory and comparison with Feynman’s theory. Phys. Rev., 108:551—60.
- O.K. Rice. On the relation between an equilibrium constant and the nonequilibrium rate constants of direct and reverse reactions. J.Phys. Chem., 65:1972-76.
- O.K. Rice. On charge-transfer complexes in the vapor phase. Int. J. Quantum Chem. Symp., 2:219-24.